# John Wijngaards

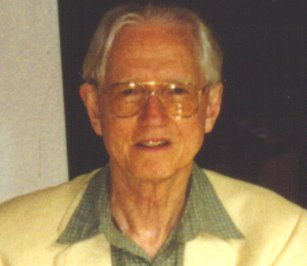
John Wijngaards

Johannes Nicolaas Maria Wijngaards  (* 20. September 1935 in Surabaya, Indonesien; † 2. Januar 2025) war ein niederländischer Autor und christlicher Theologe. Er war besonders bekannt wegen seines Eintretens für die Priesterweihe von Frauen.

## Leben
Wijngaards verbrachte seine Kindheit in Südostasien. Er wurde Mitglied in der römisch-katholischen Missionsgesellschaft vom hl. Joseph von Mill Hill. Nach dem Zweiten Weltkrieg studierte Wijngaards römisch-katholische Theologie. 1959 wurde er zum römisch-katholischen Priester ordiniert. Wijngaards studierte am Päpstlichen Bibelinstitut und 1963 erwarb er den Doktortitel in katholischer Theologie an der Päpstlichen Universität Gregoriana in Rom. Nach seinem Studium war er von 1963 bis 1976 am St John's Major Seminar in Hyderabad, Indien tätig.
Während dieser Zeit war er maßgeblich beteiligt an der Gründung des Kommunikationszentrums Amruthavani, des theologischen Instituts Jeevan Jyoti für Ordensfrauen und Jyotirmai, der landesweiten Planungskörperschaft für die katholischen Diözesen von Andhra Pradesh. Er arbeitete auch als Teilzeitdozent am Nationalbiblischen Katechetischen und Liturgischen Zentrum in Bangalore und war einige Jahre lang Mitglied des  Nationalen Beirats der Indischen Bischofskonferenz. Recherchen über die Ministerien überzeugten ihn davon, dass der Ausschluss von Frauen aus den Weihen kulturellen Vorurteilen zugeschrieben werden muss, nicht der Schrift oder Tradition. Er drängte die indische Hierarchie, einen Prozess der Erforschung der vollen Ordination von Frauen zu beginnen. Von 1976 bis 1982  war er Generalvikar der Missionsgesellschaft vom hl. Joseph von Mill Hill in London.

## Ministerium für Frauen
Im Jahr 1977 schrieb Wijngaards „Did Christ rule out women priests?“ als Antwort auf Inter Insigniores (1976), die Erklärung der Kongregation der Glaubenslehre, in der die Gründe des Vatikans für den Ausschluss von Frauen dargelegt sind. In den folgenden Jahrzehnten verstärkte sich Roms Widerstand gegen die Frauenordination, die in Ordinatio Sacerdotalis (1995) und späteren Dokumenten  mündete, durch die die Meinungsfreiheit der Theologen weiter beschnitten wurde.  Aus Protest trat Wijngaards am 17. September 1998 von seinem priesterlichen Amt zurück. Wijngaards hat in einer Reihe von Büchern seine Gründe veröffentlicht, die Frauenweihe für das katholische Priestertum zu unterstützen, darunter The Ordination of Women in the Catholic Church und No Women in Holy Orders? 1999 gründete er eine Website, die sich zur größten Internetbibliothek über die Frauenordination entwickelte. Die Website hat auch einen deutschen Bereich.  Er selbst verdeutlichte, dass sein kritisches Aussprechen die Lehrbefugnis des Papstes nicht untergrabe. Wijngaards lehnte die illegale Ordination von Frauen außerhalb der etablierten Struktur der Kirche ab, wie es in der sogenannten römisch-katholischen Frauenpriesterbewegung der Fall ist.

## Wijngaards Institut für Katholische Forschung
Seit 2005 konzentrierte sich John Wijngaards auch auf andere Themen, die in der katholischen Kirche reformbedürftig sind. Er schuf eine pastorale Website, die sich mit dem Sexualcode befasst. Er entwarf die Erklärung von  katholischen Theologen zur Autorität in der Kirche, die internationale Unterstützung erhielt. Sein Zentrum wurde umgestaltet, um das Wijngaards Institute for Catholic Research zu werden. Sein Hauptzweck ist es, unabhängige katholische wissenschaftliche Bewertungen als progressive theologische Denkfabrik zu veröffentlichen. Das Institut legte Papst Franziskus einen „dokumentierten Appell“ vor und drängte ihn, den alten ordinierten Diakonat für Frauen wieder einzuführen. Im Jahr 2016 initiierte Wijngaards die Erklärung der katholischen Gelehrten zur Ethik der Anwendung von Verhütungsmitteln, die auf einer Plattform der Vereinten Nationen gestartet wurde.

## Werke (Auswahl)
- The Formulas of the Deuteronomic Creed, Brill, Leiden 1963
- The Dramatization of Salvific History in the Deuteronomic Schools, Brill, Leiden 1969
- Background to the Gospels, St Paul’s, Delhi 1970
- God's Word to Israel, TPI, Ranchi 1971
- Did Christ Rule Out Women Priests?, McCrimmons, Great Wakering 1977
- Communicating God’s Word, McCrimmons, Great Wakering 1978
- Reading God’s Word to Others, ATC, Bangalore 1981
- Experiencing Jesus, Ave Maria Press, Notre Dame 1981
- Inheriting the Master’s Cloak, Ave Maria Press, Notre Dame 1985
- The Gospel of John and his Letters, Michael Glazier, Wilmington 1986
- The Spirit in John, Michael Glazier, Wilmington 1987
- God Within Us, Collins, London 1988
- My Galilee My People, Housetop, London 1990
- For The Sake of His People, McCrimmons, Great Wakering 1990
- Together in My Name, Housetop, London 1991
- I Have No Favourites, Housetop, London 1992
- How to Make Sense of God, Sheed & Ward, Kansas City 1995
- The Ordination of Women in the Catholic Church. Unmasking a Cuckoo’s Egg Tradition  (Darton, Longman & Todd, London 2001)[21]
- No Holy Orders for Women? The Ancient Women Deacons (Canterbury Press, London 2002; Herder & Herder, New York 2006)[22]
- The Ordained Women Deacons of the Church's First Millennium (Canterbury Press, London 2011)
- AMRUTHA. What the Pope's man found out about the Law of Nature (Author House, Bloomington 2011)[23]

## Preise und Auszeichnungen (Auswahl)
- Grand Prix, als Drehbuchautor für den Film Journey to the Centre of Love, 10. Internationale Katholische Film Festival, Warschau 1995.[24]
- Bronze Award, für den gleichen Film beim Film Fest Houston 1997.
- Chris Award, für den gleichen Film beim Columbus Film Festival 1997.
- Marga Klompé Award, 2005.[25]